# Flor Yvone Quezada
Flor Yvone Quezada (Monterrey, Nuevo León, 1 de enero de 1966) es una compositora y cantante mexicana. Es autora de más de cien canciones, principalmente del género grupero, entre las que destacan Belleza de cantina, En la misma cama y No me conoces aún.
Es licenciada en Comunicación y maestra en Periodismo; egresada del Escuela Superior de Música y Danza de Monterrey como maestra de Música y Pianista Clásica.

## Biografía
Flor Yvone Quezada nació en Monterrey, Nuevo León, hija de Norma Idalia Lozano Rey y Cristóbal Quezada Núñez.
Escribió su primera obra a los 13 años para un certamen de preparatoria: En mí tienes un amigo (1979).
En la década de los 90 firmó un contrato en Sony Music, dando como resultado el lanzamiento de dos LP, en 1990 y 1992, y como intérprete de los discos Boleros, voz y sentimiento y Corazón siempre fiel.
En 1997 su disquera le solicitó una canción grupera. Para qué me engaño fue su primer canción del género, que sería interpretada por El Poder del Norte.
A partir del año 2000 compuso más canciones que saltarían a la fama como No me conoces aún (coautoría con Alexander Alan Trigo Coca)», acreedora a Premios Lo Nuestro, Texano Music Award, Furia Musical y el Récord Guinness por permanencia de más de un año en primer lugar de Billboard. No me conoces aún estuvo nominada al Premio Billboard en la categoría Regional Mexican Airplay Track Of The Year, Male Group en 2003.
Entre sus aproximadamente cien éxitos grabados se encuentran En la misma cama (segundo lugar de Billboard al mismo tiempo que No me conoces aún era primero), Te metiste en mi cama (también primer lugar de Billboard), Belleza de cantina, A qué hora cambiaste y Francamente (estas dos últimas coescritas con Alexander Alan Trigo Coca), la cual estuvo dieciséis semanas en primer lugar nacional y fue Disco Pop Sony Music, en 1990.
Sus canciones han sido interpretadas por artistas como Lupita D’Alessio, María José, El Poder del Norte, La Arrolladora Banda Limón, Grupo Palomo, Grupo Pesado, Los Cardenales de Nuevo León, Lalo Mora y Julio Preciado.